# Университет Шакарима
Университет Шакарима (каз. Шәкәрім университеті) — высшее учебное заведение Абайской области. Современный учебно-методический, научный и культурный центр северо-восточного региона Казахстана, а так же, самый крупный ВУЗ области Абай.

## История
Семипалатинский педагогический институт был основан в 1934 году, а в 1936 году институту было присвоено имя Сакена Сейфуллина.
В 1938 году было построено первое студенческое общежитие. В 1939 году, после убийства Сейфуллина в ходе большого террора, институту было присвоено имя Н. К. Крупской.

В 1942 году впервые был осуществлен прием студентов на отделение казахского языка и литературы. А в 1952 году открыт филиал института в Усть-Каменогорске (ныне — ВКУ им. С. Аманжолова). В 1960 году студенческий театр получил звание народного театра. В 1970 году был создан первый в Казахстане женский строительный отряд «Аэлита».

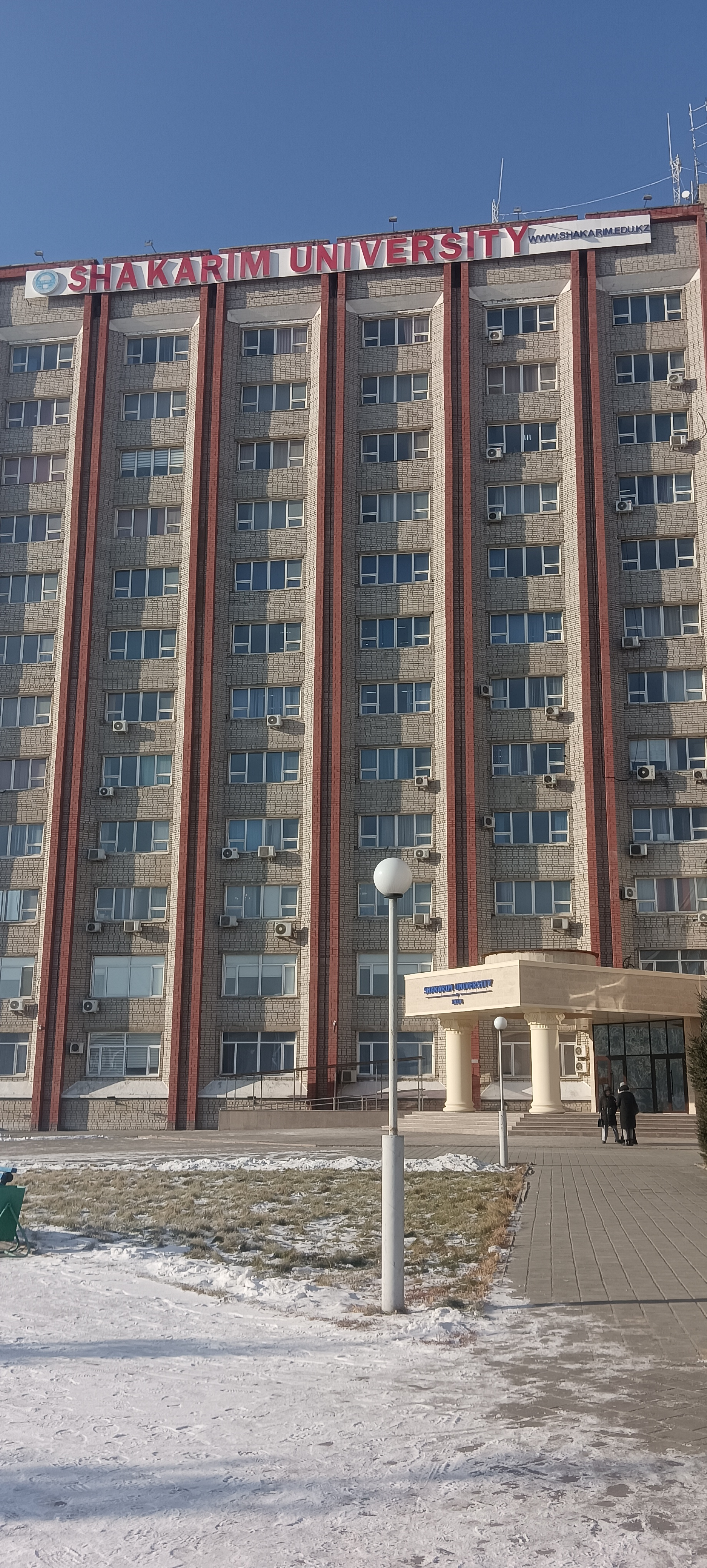
7 корпус

В 1970 году коллектив института был награжден Почетной грамотой Центрального комитета Коммунистической партии Казахстана и Президиума Верховного Совета Казахской ССР.
В 1952 году открыт зоотехническо-ветеринарный институт. В 1950—1960 гг. выведена шерстяная порода коз. В 1964 году создан вокально инструментальный ансамбль «Армандастар». В 1965 году открыто учебно-опытное хозяйство «Булақ». В 1988 г. создан студенческий учебно-научно-ветеринарный отряд. В 1988—1990 гг. научные труды ученых представлены на Всесоюзной выставке народного хозяйства, работа профессора М. М. Искакова — на выставке, проходившей в КНР. В 1994 г. выведена казахская курдючная полугрубошерстная порода типа «Байыс». В 1962 г. открыт филиал Казахского химико-технологического института в г. Шымкенте. В 1980 г. создан Семипалатинский технологический институт мясной и молочной промышленности. В 1982 г. состоялась выездная сессия Государственного комитета науки и техники СССР по пищевой промышленности.
В 1993 году институту было присвоено имя Шакарима Кудайбердиева.
В 1993 году открыт региональный специализированный диссертационный совет по специальностям «Технология мясных, молочных и рыбных продуктов», «Процессы, машины и агрегаты пищевой промышленности». В 1995 году на базе Семипалатинского государственного педагогического института имени Шакарима, Семипалатинского зоотехническо-ветеринарного института и Семипалатинского технологического института мясной и молочной промышленности был создан Государственный университет «Семей».
В 2002 году в республике был создан первый специализированный межгосударственный (Россия) объединенный диссертационный совет по специальности «Технология и холодильное производство мясных, молочных, рыбных продуктов». В 2007 г. создан Национальный научный центр радиоэкологических исследований. В 2005 году из «Семипалатинского государственного университета имени Шакарима» Министерства образования и науки Республики Казахстан был выделен из него «Семипалатинский государственный педагогический институт» Министерства образования и науки Республики Казахстан.
В 2008 году установлен памятник Шакариму Кудайбердыулы. В 2009 году была подписана Великая хартия университетов. В 2013 году «Семипалатинский государственный педагогический институт» был обратно включен в состав «Государственного университета имени Шакарима города Семей».
В 2014 году в университете был открыт агротехнопарк. В 2017 году создан Академический центр Шакарим-Кьюнгдонг. В 2020 году предоставлена академическая свобода. В 2021 году создан интеллектуальный центр «Шакарим жастары».

## Ректор
- Орынбеков Думан Рымгалиевич, с июля 2023 г.- по настоящее время Председатель Правления-Ректор НАО «Университет имени Шакарима города Семей»[6].

## Школы
- Shakarim High School
- Исследовательская школа пищевой инженерии
- Исследовательская школа ветеринарии и сельского хозяйства
- Высшая школа филологии
- Высшая школа образования
- Высшая школа физико-математических наук
- Высшая школа естественных наук
- Исследовательская школа физических и химических наук
- Высшая школа искусственного интеллекта и строительства
- Высшая школа бизнеса [7].

## Факультеты[8]
В состав университета входят следующие факультеты:
- Инженерно-технологический факультет
- Факультет информационно-коммуникационных технологий
- Аграрный факультет
- Факультет экономики, права и гуманитарных наук
- Факультет филологии
- Педагогический факультет
- Естественно-математический факультет
- Факультет ветеринарии и агроменеджмента
- Гуманитарно-экономический факультет[8]